# V1500 Лебедя

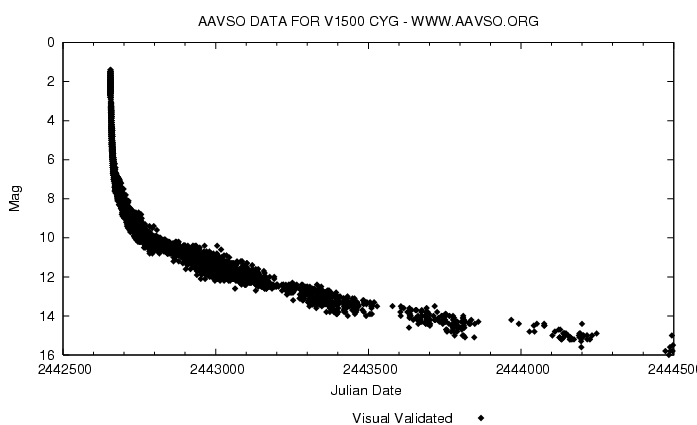
Крива блиску AAVSO для Нової 1975 року. Дати вказані у юліанських днях.

V1500 Лебедя (V1500 Cygni, або Нова Лебедя 1975 року) — яскрава нова зоря, яка спалахнула в 1975 році в сузір'ї Лебедя. Вона мала другу за величиною яскравість серед усіх нових зір XX століття, перевершивши CP Корми 1942 року і поступаючись лише Новій Орла 1918 року.
Зорю відкрив Мінору Хонда з міста Курасікі, Японія, 29 серпня 1975 року, коли вона мала видиму зоряну величину 3,0. Наступного дня її яскравість перевищила зоряну величину 1,7, а потім зоря швидко згасла. Вона залишалася видимою неозброєним оком близько тижня, а через 680 днів після досягнення максимуму зоря потьмяніла до 12,5 зоряної величини.
Відстань до V1500 Лебедя, розрахована в 1977 році обсерваторією Макдональда, становила 1,95 ± 0,2 кілопарсек (близько 6360 світлових років). Космічна обсерваторія Gaia визначила відстань приблизно в 5100 світлових років.
Це зоря-поляр (зоря типу AM Геркулеса), яка складається з вторинного червоного карлика, речовина якого осаджується у вигляді потоку на сильно намагнічений первинний білий карлик. 
V1500 Cyg стала першим виявленим асинхронним поляром — період обертання білого карлика дещо відрізняється від періоду обертання зір у системі.